# Küçükçukur, Kavak
Küçükçukur là một xã thuộc huyện Kavak, tỉnh Samsun, Thổ Nhĩ Kỳ. Dân số thời điểm năm 2010 là 106 người.